# Осецкий, Александр Викторович
Алекса́ндр Ви́кторович Осе́цкий (24 июля (5 августа) 1873 — 26 февраля 1936) — украинский военачальник. Генерал-майор Русской императорской армии (1917), генерал-хорунжий армии Украинской народной республики (1918), участник Первой мировой и гражданской войн.

## Биография
Из дворян Волынской губернии, православного вероисповедания.
Окончил Полоцкий кадетский корпус (1892), 1-е военное Павловское училище в Санкт-Петербурге (1894, по 1-му разряду), Николаевскую академию Генерального штаба (1900, 2 класса по 2-му разряду), Императорский Санкт-Петербургский археологический институт (1903), курс Офицерской стрелковой школы (1912, «успешно»).

### Служба в Русской императорской армии
С 01.09.1892 — нижний чин (юнкер военного училища); с 08.08.1894 — подпоручик (со старшинством с 07.08.1893); с 01.06.1898 поручик (ст. с 07.08.1897); с 01.05.1902, за выслугу лет, — штабс-капитан (ст. с 07.08.1901); с 11.06.1904 — штабс-капитан гвардии; с 18.01.1909, за выслугу лет, — капитан гвардии (ст. с 11.06.1908), 26.07.1914 — переименован в подполковники; с 19.11.1914, за отличия в делах против неприятеля, — полковник (ст. с 20.08.1912); с 27.03.1917, за военные отличия, — генерал-майор.
С августа 1894 года служил в 59-м пехотном Люблинском полку (Одесса). В 1898—1900 годах обучался в академии Генерального штаба (С.-Петербург). По окончании учёбы в Академии был прикомандирован к штабу 15-й пехотной дивизии (Одесса), с ноября 1900 года — младший адъютант штаба дивизии (к Генеральному штабу причислен не был, в дальнейшем в состав офицеров Генерального штаба не зачислялся).
10.03.1902 — переведен в 6-й Финляндский стрелковый полк (Фридрихсгам, Финляндия). С мая 1902 — адъютант Офицерской стрелковой школы (Ораниенбаум). 17.07.1902 — зачислен в постоянный состав Офицерской стрелковой школы, с оставлением в списках 6-го стрелкового Финляндского полка.
11.06.1904 — переведен в лейб-гвардии Санкт-Петербургский полк, с оставлением в составе Офицерской стрелковой школы. 10.12.1907 — отчислен от Офицерской стрелковой школы, с зачислением по гвардейской пехоте.
24.12.1907 — прикомандирован к лейб-гвардии Преображенскому полку, 23.07.1908 — переведен в лейб-гвардии Преображенский полк; назначен на должность командира 6-й роты. После окончания в сентябре 1912 года Офицерской стрелковой школы преподавал в ней. С 28.07.1913, оставаясь в списках лейб-гвардии Преображенского полка, прикомандирован на 1 год к ружейному полигону Офицерской стрелковой школы.
Участник Первой мировой войны. 
В июле 1914 года переведен в 6-й гренадерский Таврический полк, с переименованием в подполковники; временно командовал полком. В ноябре 1914 за боевые отличия произведен в полковники и назначен командиром 3-го гренадерского Перновского полка. В боях был дважды контужен, награждён Георгиевским оружием (1914), орденами.
С февраля 1917 — командующий 2-й бригадой 31-й пехотной дивизии, с мая 1917 — бригадный командир 2-й гренадерской дивизии Гренадерского корпуса. Был одним из руководителей украинского движения в Гренадерском корпусе.
08.10.1917 — отчислен от занимаемой должности и назначен в резерв чинов при штабе Двинского военного округа.

### Украинский военачальник
После Октябрьской революции, в ноябре 1917, генерал-майор Осецкий прибыл в Киев в распоряжение украинской Центральной Рады и был назначен начальником находившейся на фронте (в стадии формирования) 4-й украинской дивизии 2-го Запорожского корпуса (бывшего 6-го армейского корпуса РИА). В должность вступить не успел, — находился в Киеве, при военном министерстве Центральной рады. Во время взятия Киева большевистскими войсками РСФСР был причислен к Гайдамацкому кошу Слободской Украины, созданному под руководством Семёна Петлюры. Зачислен в состав офицеров Генерального штаба армии УНР; с 12 февраля 1918 — начальник украинского Генерального штаба, с 5 марта 1918 — начальник Главного штаба УНР, генерал-хорунжий.
После прихода к власти гетмана Павла Скоропадского генерал Осецкий продолжал службу в украинской армии. В апреле-июне 1918 — командир Полтавского (6-го) корпуса армии Украинской державы. С июня 1918 — начальник корпуса железнодорожной охраны, находившегося в стадии формирования.
В ноябре 1918 стал одним из первых военачальников, поддержавших подготовленное Украинским национальным союзом антигетманское восстание. Фактически возглавил военный штаб восстания, использовал подчинённые ему силы для поддержки повстанцев, что способствовало их успеху. С 15 ноября 1918 — наказной атаман (командующий) войсками Директории УНР и, одновременно, начальник Генерального штаба войск Директории.
С 22 января 1919 — заместитель военного министра УНР и, одновременно, главный инспектор войск УНР. С 7 апреля 1919 — командующий Холмской группой Действующей армии УНР и временно исполняющий обязанности наказного атамана (командующего войсками Действующей армии УНР и заместителя Главного атамана Армии УНР Семёна Петлюры). После разгрома Холмской группы польскими войсками занимал должность наказного атамана (с 17 мая 1919), от которой был освобождён 26 июля 1919.
В июле 1919 генерал Осецкий был назначен военным советником миссии УНР в Италии, но из-за отсутствия финансирования для работы миссии оставался в Каменец-Подольском.
В декабре 1919, в результате наступления Красной армии РСФСР и поражения армии УНР, Осецкий ушёл на территорию, занятую польскими войсками, и был интернирован поляками.
26 апреля 1920, в ходе советско-польской войны, главный атаман УНР Семён Петлюра назначил его представителем украинского командования при главе Польского государства Юзефе Пилсудском.

### В эмиграции
В эмиграции Александр Викторович Осецкий жил в Польше, затем в Бельгии, а с 1923 года — во Франции. Написал мемуары.
Скончался в 1936 году, в госпитале Бусико (Париж); похоронен на кладбище Тье.

## Награды
ордена:
- Святой Анны 3-й степени (ВП от 06.12.1908)
- Святого Станислава 2-й степени (ВП от 06.12.1911)
- Святой Анны 2-й степени (30.12.1912; ВП от 02.02.1913)
- Святого Владимира 4-й степени с мечами и бантом (ВП от 07.02.1915)
- Святого Владимира 3-й степени с мечами (ВП от 26.02.1915)
- мечи к ордену Святой Анны 2-й степени (ВП от 07.02.1915)
- мечи к ордену Святого Станислава 2-й степени (Приказ Армиям ЮЗФ от 06.09.1915 № 1119; ВП от 29.09.1916)
- мечи и бант к ордену Святой Анны 3-й степени (ПАФ от 14.04.1917)

оружие:
- Георгиевское оружие (ВП от 03.02.1915), —

«за то, что 7-го ноября 1914 года, временно командуя 6-м гренадерским Таврическим Генерал-Фельдмаршала Великого Князя Михаила Николаевича полком, сдерживал под сильным ружейным и артиллерийским огнем у д. Виржбице напор противника. 8-го и 9-го ноября 1914 года энергично атаковал противника и отбросил его на 12–15 верст, причем в этом бою взято в плен 13 офицеров и врачей, 890 нижних чинов, а также 2 пулемета.»
медали:
- «В память царствования императора Александра III» (1896)
- медаль Красного Креста «В память русско-японской войны» (1907)
- «В память 200-летия Полтавской битвы» (1909)
- «В память 100-летия Отечественной войны 1812 года» (1912)
- «В память 300-летия царствования дома Романовых» (1913)

Иностранные награды:
- Болгарский орден «Святой Александр» 3-й степени (1912)

## Память
- В 2017 году одна из улиц Голосиевского района Киева названа именем Александра Осецкого, генерал-хорунжего армии УНР[13].